# Zakupniki (Pęczelice)
Zakupniki – część wsi Pęczelice w Polsce, położona w województwie świętokrzyskim, w powiecie buskim, w gminie -Zdrój.
W latach 1975–1998 Zakupniki administracyjnie należały do województwa kieleckiego.